# Marae Moana
Le Marae Moana ou parc marin des Îles Cook, en anglais Cook Islands Marine Park, est un parc marin situé dans les îles Cook couvrant l'intégralité de leur zone économique exclusive soit 1 976 000 km2. Au moment de sa création le 12 juillet 2017, c'est la plus grande aire protégée de ce type au monde, dépassant alors le monument national marin de Papahānaumokuākea à Hawaï et ses 1 510 000 km2.

## Histoire
L'idée d'une aire protégée visant à préserver l'écosystème marin des îles Cook est proposée en 2012 par Kevin Iro, un écologiste. Son nom et son logo sont créés en 2014 et le parc marin est officiellement créé en 2017.